# Paquita Más
Francisca Más Roldán, coneguda artísticament com a Paquita Más (Madrid, 15 de novembre de 1903-València, 26 d'abril de 1994) va ser una actriu espanyola de cinema, teatre i televisió, que va fer gran part de la seva carrera a l'Argentina. La seva germana va ser l'actriu Herminia Más.

## Biografia
Més va ser una primera actriu de caràcter, que nascuda en Espanya, es va radicar a l'Argentina en la dècada dels anys 1940 impulsada, com molts altres, per la guerra civil. Va treballar amb figures de la talla d'Ángel Magaña, Palito Ortega, Hugo Pimentel, Susana Campos, Violeta Rivas, Luis Tasca, Teresa Blasco, Mario Passano, Marta Cipriano, Andrea del Boca, entre otros.
Va ser la primera esposa del militant del Partit Socialista Unificat de Catalunya (PSUC) i de la UGT, Virgilio Llanos, i mare de Virgilio, Carlos i Carmen.

## Filmografua
- 1946: Chiruca
- 1947: Albéniz
- 1955: La cigüeña dijo ¡Sí!
- 1958: Isla Brava
- 1961: Canción de arrabal o La cumparsita
- 1963: Cuarenta años de novios
- 1964: El Club del Clan
- 1965: Fiebre de primavera
- 1968: Maternidad sin hombres
- 1969: Kuma Ching
- 1973: Andrea
- 1980: El diablo metió la pata[4][5]

## Televisió
- 1959: Teatro del sábado
- 1960: La hermana San Sulpicio
- 1961: El sí de las niñas
- 1961: Siempre hay un amanecer
- 1964: El amor tiene cara de mujer
- 1965: Su comedia favorita
- 1965: Teatro del sábado
- 1967: Mujeres en presidio
- 1968: La pulpera de Santa Lucía
- 1968: El mundo del espectáculo
- 1970: Esta noche... miedo
- 1970: Su comedia favorita
- 1972: Un extraño en nuestras vidas
- 1972-1973: Rolando Rivas, taxista
- 1973: Pobre diabla
- 1974: Alta comedia
- 1974: Vermouth de teatro argentino
- 1974: Dos a quererse
- 1975: Piel naranja
- 1975-1976: Alguna vez, algún día
- 1976: Los que estamos solos.
- 1977: Pablo en nuestra piel
- 1977: El tema es el amor
- 1978: La mujer frente al amor
- 1979: Chau, amor mío
- 1980: Fabián 2 Mariana 0
- 1981: Las 24 horas
- 1982: Nosotros y los miedos
- 1982: Los especiales de ATC[5]

## Teatre
Es va integrar a la companyia de la primera actriu espanyola Lola Membrives, junt amb el primer actor Tomás Blanco i les actriu Isabel Pradas, Amelia Altabás, Teresa Pradas, Herminia Más, Pedro Hurtado, Luis Hurtado, Elena Salvador, Lorenzo Mendoza i Carmen Campoy, entre d'altres. En 1945 actuaren en l'obra La infanzona de Jacinto Benavente, Doña Próspera i Bodas de sangre. Amb ella estrena en 1951 l'obra Mater Imperatrix escrita també per Benavente, amb María Antonia Tejedor, Isabel Pradas, Germinia Samsó, Ricardo Canales, Pedro Hurtado, Fernando Altabás i Lorenzo Mendoza.
També va participar en altres obres com:
- La malquerida (1955), novament amb Lola Membrives.
- La buena sopa (1960).
- Los enredos del amor (1965).
- Los verdes campos del Edén, junt amb Eduardo Rudy i Eloísa Cañizares.
- Don Juan bajo las estrellas (1966), junt amb Eduardo Bergara Leumann, Carlos Gros, María Vaner, Antonio Martiánez, José María Vilches i Juan Francisco Ibáñez.[8]